# (21197) 1994 PS7
A (21197) 1994 PS7 a Naprendszer kisbolygóövében található aszteroida. Eric Walter Elst fedezte fel 1994. augusztus 10-én.